# Luigi Federico Menabrea
Luigi Federico conde de Menabrea (Chambéry, 4 de setembro de 1809 — Saint-Cassin, 24 de maio de 1896) foi um político e matemático italiano.
Ocupou o cargo de primeiro-ministro da Itália, de 27 de outubro de 1867 a 14 de dezembro de 1869.

## Obras
- Notions sur la machine analytique de Charles Babbage (Genebra 1842)
- Nouveau principe sur la distribution des tensions dans les systèmes élastiques (Paris 1858)
- Memorie (Autobiographie, última edição Florença 1971)